# نواف بن محمد بن عبد الله آل سعود
الأمير نواف بن محمد بن عبد الله بن عبد الرحمن آل سعود أحد أبناء الأمير محمد بن عبد الله بن عبد الرحمن آل سعود، ووالدته الأميرة جواهر بنت عبد العزيز آل سعود.

## مناصبه
- عضو شرف نادي الهلال.
- عضو فخري في النادي العربي الكويتي.
- رئيس الاتحاد السعودي لألعاب القوى.
- عمل كمشرف كرة سلة وكرة قدم سابق بنادي الهلال.
- رئيس مجموعة شامل التجارية، ومن أبرز نشاطاتها الإعلام والمقاولات.
- وكيل مطاعم صب وي في السعودية.
- أحد أكبر روؤساء الاتحاد السعودي.
- ويملك العديد من المناصب العربية والآسيوية والدولية الرياضية في مختلف الألعاب.

## أسرته
متزوج من الأميرة الجوهرة بنت تركي الثاني بن عبد العزيز آل سعود، وأنجبا:
- الأمير محمد بن نواف (يحمل شهادة بكالوريوس في الهندسة من Boston University وقد عمل في Lehman Brothers و Barclays، والآن يعمل في Nomura). متزوج من كريمة الأمير بندر بن بن سعود بن خالد بن محمد بن عبد الرحمن آل سعود.
- الأميرة لولوة بنت نواف (تحمل شهادة بكالوريس في إدارة الأعمال من Babson College وقد عملت في HSBC والآن تعمل في بنك ساب). كانت متزوجة من الأمير مشعل بن عبد الله بن عبد العزيز آل سعود، ومتزوجة من الأمير عبد العزيز بن سيف النصر بن سعود بن عبد العزيز آل سعود (في 10 يونيو 2015)[1][2] ولها من الأبناء الأمير سعود (مواليد 24 سبتمبر 2017).[3]
- الأمير سلمان بن نواف (يحمل شهادة بكالوريس في إدارة الأعمال من Boston University والآن يعمل في Capri Capital Partners).
- الأميرة العنود بنت نواف. متزوجة من الأمير فهد بن أحمد بن عبد العزيز آل سعود (في 6 فبراير 2017).[4]
- الأمير سعود بن نواف.